# Atletisme als Jocs Olímpics d'estiu de 2012 – 1.500 metres masculins
La prova dels 1.500 metres masculins dels Jocs Olímpics de Londres del 2012 es va disputar entre el 3 i el 7 d'agost a l'Estadi Olímpic de Londres.
El vencedor fou l'algerià Taoufik Makhloufi, que s'imposà clarament a l'estatunidenc Leonel Manzano i al marroquí Abdalaati Iguider.

## Rècords
Abans de la prova els rècords del món i olímpic existents eren els següents:
| Rècord del món | Hicham El Guerrouj (MAR) | 3' 26" 00 | Roma, Itàlia      | 14 de juliol de 1998   |
| Rècord olímpic | Noah Ngeny (KEN)         | 3' 32" 07 | Sydney, Austràlia | 29 de setembre de 2000 |

## Horaris
Tots els horaris són segons l'horari britànic (UTC+1)
| Data                         | Hora  | Ronda      |
| ---------------------------- | ----- | ---------- |
| Divendres, 3 d'agost de 2012 | 20:05 | Sèries     |
| Diumenge, 5 d'agost de 2012  | 20:15 | Semifinals |
| Dimarts, 7 d'agost de 2012   | 21:00 | Final      |

## Medallistes
| Or                      | Plata                | Bronze                  |
| Taoufik Makhloufi (ALG) | Leonel Manzano (USA) | Abdalaati Iguider (MAR) |

## Format de la cursa
La cursa dels 1.500 metres masculina consta de sèries, semifinal i final. Els sis primers classificats de cadascuna de les tres sèries i els sis millors temps passen a semifinals, mentre que per accedir a la final ho fan els cinc primers de cadascuna de les dues semifinals i els dos millors temps.

## Resultats

### Sèries
Es realitzen tres sèries en què els sis millors temps de cadascuna d'elles passa a la final (Q). A banda d'aquests, els sis millors temps també passen a la final (q).

#### Sèrie 1
| Posició | Nom                        | Temps   | Notes | Qual. |
| ------- | -------------------------- | ------- | ----- | ----- |
| 1       | Taoufik Makhloufi (ALG)    | 3:35.15 |       | Q     |
| 2       | Mekonnen Gebremedhin (ETH) | 3:36.56 |       | Q     |
| 3       | Asbel Kiprop (KEN)         | 3:36.59 |       | Q     |
| 4       | Ross Murray (GBR)          | 3:36.74 |       | Q     |
| 5       | Mohamad Al-Garni (QAT)     | 3:36.99 |       | Q     |
| 6       | Leonel Manzano (USA)       | 3:37.00 |       | Q     |
| 7       | Florian Carvalho (FRA)     | 3:37.05 | SB    | q     |
| 8       | Mohamed Moustaoui (MAR)    | 3:37.41 |       | q     |
| 9       | Ryan Gregson (AUS)         | 3:38.54 |       | q     |
| 10      | Belal Mansoor Ali (BRN)    | 3:38.69 |       | q     |
| 11      | Yegor Nikolayev (RUS)      | 3:38.92 | SB    | q     |
| 12      | Álvaro Rodríguez (ESP)     | 3:41.54 |       |       |
| 13      | Teklit Teweldebrhan (ERI)  | 3:42.88 |       |       |
| 14      | Mamadou Barry (GUI)        | 4:05.08 |       |       |
| 15      | Rabiou Guero Gao (NIG)     | 4:05.46 |       |       |

#### Sèrie 2
| Posició | Nom                           | Temps   | Notes | Qual. |
| ------- | ----------------------------- | ------- | ----- | ----- |
| 1       | Mohammed Shaween (KSA)        | 3:39.42 | SB    | Q     |
| 2       | Hamza Driouch (QAT)           | 3:39.67 |       | Q     |
| 3       | İlham Tanui Özbilen (TUR)     | 3:39.70 |       | Q     |
| 4       | Silas Kiplagat (KEN)          | 3:39.79 |       | Q     |
| 5       | Nathan Brannen (CAN)          | 3:39.95 |       | Q     |
| 6       | Andrew Baddeley (GBR)         | 3:40.34 |       | Q     |
| 7       | Andrew Wheating (USA)         | 3:40.92 |       | q     |
| 8       | David Bustos (ESP)            | 3:41.34 |       |       |
| 9       | Dmitrijs Jurkevičs (LAT)      | 3:41.40 |       |       |
| 10      | Dawit Wolde (ETH)             | 3:41.81 |       |       |
| 11      | Niclas Sandells (FIN)         | 3:42.67 |       |       |
| 12      | Jamale Aarrass (FRA)          | 3:45.13 |       |       |
| 13      | Mohamed Mohamed (SOM)         | 3:46.16 |       |       |
| 14      | Nabil Mohammed Al-Garbi (YEM) | 3:55.46 | SB    |       |
| -       | Amine Laâlou (MAR)            |         | DNS   |       |

#### Sèrie 3
| Posició | Nom                           | Temps   | Notes   | Qual. |
| ------- | ----------------------------- | ------- | ------- | ----- |
| 1       | Nick Willis (NZL)             | 3:40.92 |         | Q     |
| 2       | Abdalaati Iguider (MAR)       | 3:41.08 |         | Q     |
| 3       | Yoann Kowal (FRA)             | 3:41.12 |         | Q     |
| 4       | Henrik Ingebrigtsen (NOR)     | 3:41.33 |         | Q     |
| 5       | Matthew Centrowitz, Jr. (USA) | 3:41.39 |         | Q     |
| 6       | Carsten Schlangen (GER)       | 3:41.51 |         | Q     |
| 7       | Diego Ruiz (ESP)              | 3:41.52 |         |       |
| 8       | Aman Wote (ETH)               | 3:41.67 |         |       |
| 9       | Nixon Chepseba (KEN)          | 3:42.29 | Apel·la | Q     |
| 10      | Emad Noor (KSA)               | 3:42.95 |         |       |
| 11      | Eduar Villanueva (VEN)        | 3:43.11 |         |       |
| 12      | Andreas Vojta (AUT)           | 3:43.52 |         |       |
| 13      | Ciarán O'Lionaird (IRL)       | 3:48.35 | SB      |       |
| 14      | Samuel Vazquez (PUR)          | 3:49.19 |         |       |

### Semifinals
Passen a la final els cinc primers de cada semifinal (Q) i els dos millors temps (q).

#### Semifinal 1
| Posició | Nom                        | Temps   | Notes | Qual. |
| ------- | -------------------------- | ------- | ----- | ----- |
| 1       | Taoufik Makhloufi (ALG)    | 3:42.25 |       | Q     |
| 2       | Asbel Kiprop (KEN)         | 3:42.92 |       | Q     |
| 3       | Mekonnen Gebremedhin (ETH) | 3:42.93 |       | Q     |
| 4       | Leonel Manzano (USA)       | 3:42.94 |       | Q     |
| 5       | Henrik Ingebrigtsen (NOR)  | 3:43.26 |       | Q     |
| 6       | Mohamed Moustaoui (MAR)    | 3:43.33 |       |       |
| 7       | Mohammed Shaween (KSA)     | 3:43.39 |       |       |
| 8       | Yoann Kowal (FRA)          | 3:43.48 |       |       |
| 9       | Andrew Wheating (USA)      | 3:44.88 |       |       |
| 10      | Ross Murray (GBR)          | 3:44.92 |       |       |
| 11      | Hamza Driouch (QAT)        | 3:49.40 |       |       |
| 12      | Ryan Gregson (AUS)         | 3:51.86 |       |       |

#### Semifinal 2
| Posició | Nom                           | Temps   | Notes | Qual. |
| ------- | ----------------------------- | ------- | ----- | ----- |
| 1       | Abdalaati Iguider (MAR)       | 3:34.00 | SB    | Q     |
| 2       | Silas Kiplagat (KEN)          | 3:34.60 |       | Q     |
| 3       | Nick Willis (NZL)             | 3:34.70 |       | Q     |
| 4       | Nixon Chepseba (KEN)          | 3:34.89 |       | Q     |
| 5       | Matthew Centrowitz, Jr. (USA) | 3:34.90 | SB    | Q     |
| 6       | İlham Tanui Özbilen (TUR)     | 3:35.18 |       | q     |
| 7       | Belal Mansoor Ali (BRN)       | 3:35.40 | SB    | q     |
| 8       | Andrew Baddeley (GBR)         | 3:36.03 |       |       |
| 9       | Mohamad Al-Garni (QAT)        | 3:36.78 |       |       |
| 10      | Yegor Nikolayev (RUS)         | 3:37.28 | PB    |       |
| 11      | Carsten Schlangen (GER)       | 3:38.23 |       |       |
| 12      | Nathan Brannen (CAN)          | 3:39.26 |       |       |
| 13      | Florian Carvalho (FRA)        | 3:40.61 |       |       |

### Final
| Posició | Nom                           | Temps   | Notes |
| ------- | ----------------------------- | ------- | ----- |
| Or      | Taoufik Makhloufi (ALG)       | 3:34.08 |       |
| Argent  | Leonel Manzano (USA)          | 3:34.79 | SB    |
| Bronze  | Abdalaati Iguider (MAR)       | 3:35.13 |       |
| 4       | Matthew Centrowitz, Jr. (USA) | 3:35.17 |       |
| 5       | Henrik Ingebrigtsen (NOR)     | 3:35.43 | NR    |
| 6       | Mekonnen Gebremedhin (ETH)    | 3:35.44 |       |
| 7       | Silas Kiplagat (KEN)          | 3:36.19 |       |
| 8       | İlham Tanui Özbilen (TUR)     | 3:36.72 |       |
| 9       | Nick Willis (NZL)             | 3:36.94 |       |
| 10      | Belal Mansoor Ali (BRN)       | 3:37.98 |       |
| 11      | Nixon Chepseba (KEN)          | 3:39.04 |       |
| 12      | Asbel Kiprop (KEN)            | 3:43.83 |       |

NR - Rècord nacional / PB - Millor marca personal / SB - Millor marca de la temporada / DNS - No surt